# Polský institut v Praze

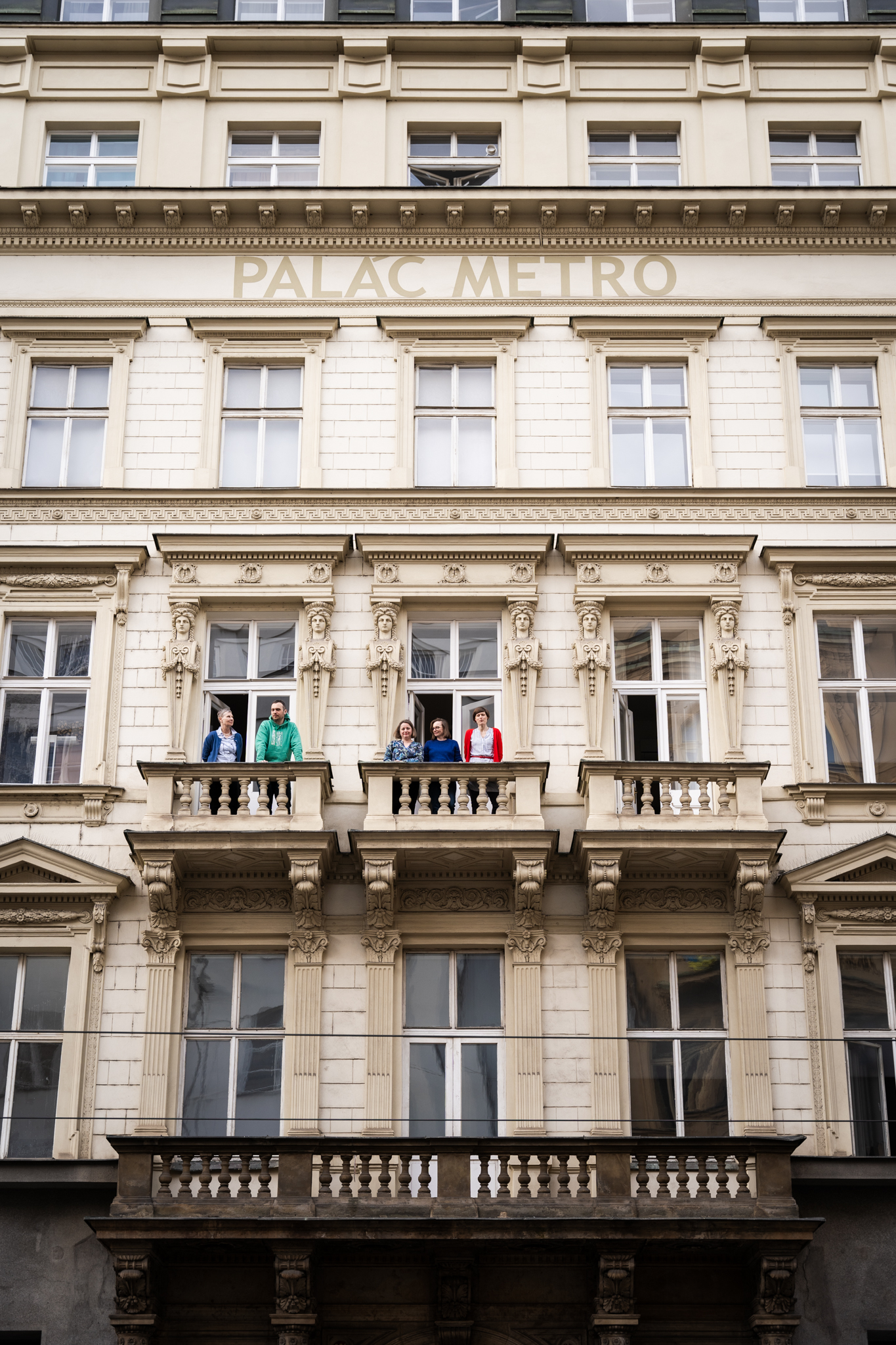
Sídlo Polského institutu v Praze – palác Metro na Národní třídě

Polský institut (někdy též Polský institut v Praze, polsky Instytut Polski w Pradze) je organizace, která přibližuje polskou kulturu a historii občanům České republiky. Spadá pod Ministerstvo zahraničních věcí Polské republiky. Otevřen byl v lednu 1949.

## Historie
Navazuje na činnost kulturního oddělení Velvyslanectví Polské republiky, jež podobnou činnost poskytovalo od dvacátých let 20. století. V roce 1947 podepsal premiér Klement Gottwald a ministr zahraničních věcí Jan Masaryk za československou stranu a předseda Rady ministrů Józef Cyrankiewicz a ministr zahraničních věcí Zygmunt Modzelewski za polskou stranu Smlouvu o přátelství a vzájemné pomoci mezi Československou republikou a republikou Polskou, na jejímž základě v lednu 1949 zahájila činnost Polská informační kancelář. První adresa byla na Václavském náměstí čp. 776/10. Slavnostního otevření se zúčastnil velvyslanec Polské republiky v Praze Józef Olszewski, ministr informací Václav Kopecký a ministr školství Zdeněk Nejedlý.
V roce 1957 se instituce přenesla na novou adresu, do nárožní novobarokní budovy bývalé pojišťovny Assicurazioni Generali čp. 832 na Václavském náměstí 19 a v Jindřišské 1 (dnešní Palác Generali). Interiéry navrhl Karel Prager. Ve středisku byla velká galerie, sál pro setkávání a promítání filmů ve formátech 35 a 16 mm, knihovna nabízející více než 15 tisíc knih a nespočet časopisů, obchod, ve kterém bylo možné zakoupit mj. LP, módu nebo drobné bytové doplňky. V té době byl také změněn název na Polské kulturní středisko (Polski Ośrodek Kultury) a konečně v roce 1969 na Polské informační a kulturní středisko. V roce 1994 získal institut svůj současný název. Po nějakou dobu bylo sídlo nedaleko Konzulárního oddělení na Václavském náměstí čp. 1282/51. Kolem roku 2000 probíhala výuka polštiny provizorně v paláci Lucerna čp. 704 (Štěpánská 61, Vodičkova 36) a v dominikánském klášteře v Husově čp. 234/8, zatímco polské filmy se promítaly v Maďarském kulturním středisku v Rytířské čp 963/25. V srpnu 2002 zasáhla povodeň i Polský institut. Více než 10 tisíc knih uskladněných v Troji bylo zničeno. Díky pomoci Barrandova a Národního filmového archivu se však podařilo zachránit všechny filmy. Od roku 2004 do března 2024 institut sídlil v domě U Anděla na Malém náměstí čp. 144/1. Od dubna 2024 je sídlem Polského institutu v Praze Palác Metro na Národní třídě 961/25 (2. patro, schodiště B).

## Současnost
Sídlí v Praze v Paláci Metro na adrese Národní 961/25. K dispozici je zde knihovna, která nabízí tituly v polštině i češtině – beletrii, poezii, literaturu faktu či odborné publikace. Zájemci mohou absolvovat též kurzy polského jazyka. Institut organizoval například ve spolupráci s Národním muzeem promítání filmů věnujících se Varšavskému povstání nebo Dny polské gastronomie. Pravidelnou akcí, která se koná jednou za rok, je Polský den v zahradách polského velvyslanectví – zahrnuje prezentace polských regionů a turistických zajímavostí, soutěže, kulturní program, speciality polské kuchyně.

## Ředitelé
- 1990–1995 – Andrzej Zajączkowski
- 1996–2001 – Andrzej Jagodziński
- 2001–2006 – Mirosław Jasiński
- 2006–2010 – Maciej Szymanowski
- 2010–2014 – Piotr Drobniak
- 2014–2016 – Agnieszka Kwiatkowska
- 2016–2023 – Maciej Ruczaj
- 2023–2024 – Piotr Krygiel
- 06/2024 – Monika Olech